# João Elísio Ferraz de Campos
João Elísio Ferraz de Campos (Paranaguá, 23 de dezembro de 1942) é um político brasileiro. Foi governador do Paraná entre 9 de maio de 1986 a 15 de março de 1987.

## Biografia
Filho de João Ferraz de Campos e de Edy Pereira Ferraz de Campos, bacharelou-se em Direito pela Pontifícia Universidade Católica do Paraná.
Superintendente da Fundação Educacional do Paraná no governo Emílio Hoffmann e Secretário de Administração no governo Jaime Canet, elegeu-se deputado estadual pela ARENA em 1978 mantendo seu vínculo com Canet mesmo após ingressar no PMDB em razão das eleições de 1982 quando foi eleito vice-governador do Paraná na chapa de José Richa em cujo governo acumulou sucessivamente a presidência do Banco de Desenvolvimento do Paraná (BADEP) e a Secretaria de Finanças. 
Em 1986 assumiu o governo do estado em virtude da renúncia de José Richa que naquele mesmo ano foi eleito senador.
João Elísio é primo de Jaime Canet. Ambos estavam entre os principais sócios do banco Bamerindus.